# Flina Kulturhalle

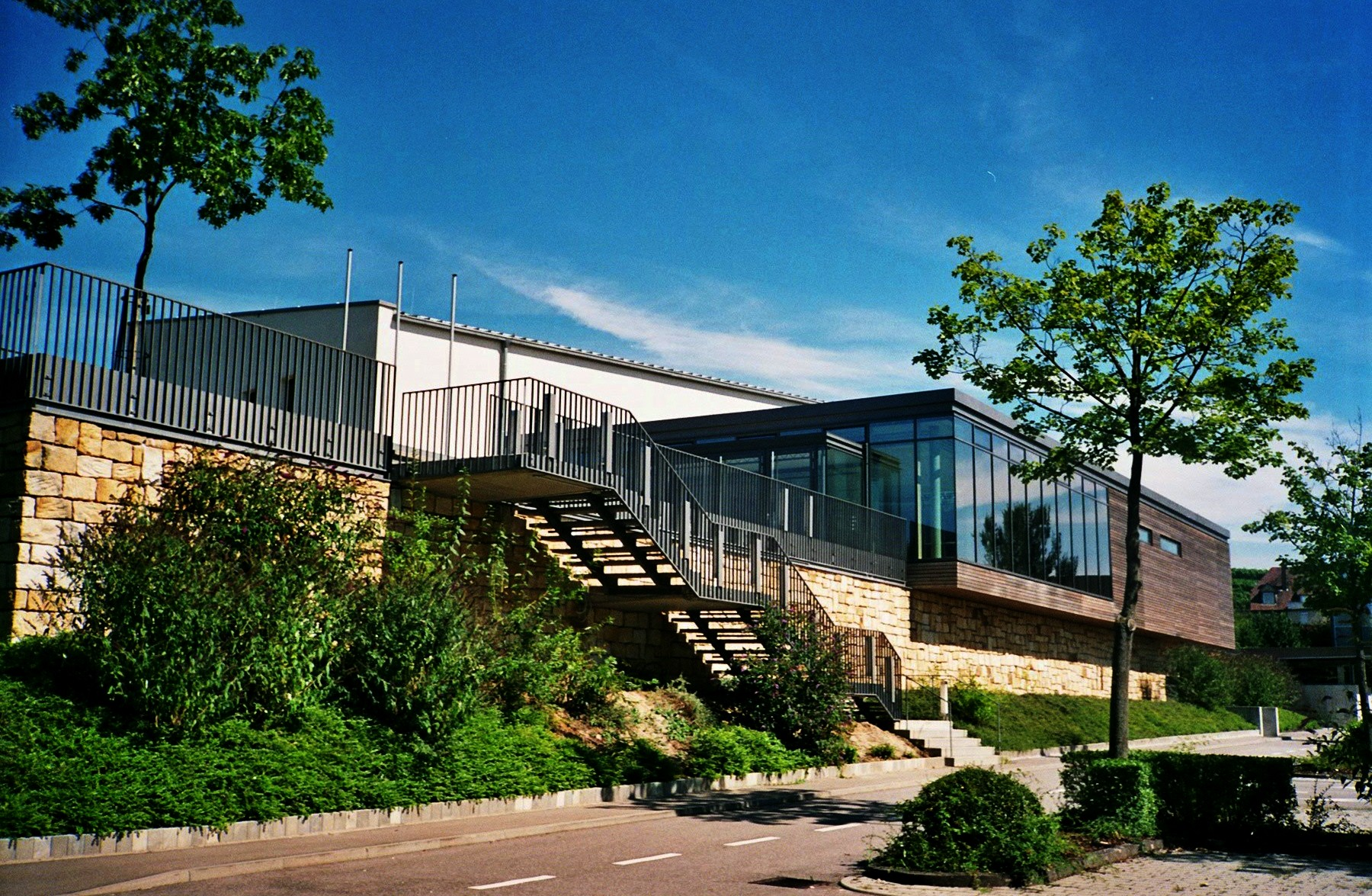
Kulturhalle „Flina“

Die Flina Kulturhalle  ist eine Fest- und Mehrzweckhalle in Flein.

## Beschreibung
Die Fleiner Fest- und Mehrzweckhalle wurde nach Plänen der Architektengemeinschaft Bechler Krummlauf Teske erbaut und nach siebenmonatiger Bauzeit im Herbst 2005 eingeweiht. Die Kosten des Baus beliefen sich auf 4,75 Millionen Euro. Das mit Holz, Glas, Werkstein und Beton gestaltete Gebäude hat verschiedene Veranstaltungsräume: Der Große Saal mit 480 Quadratmetern, der als Konzertsaal oder als Foyer genutzt werden kann. Weiter der Kleine Saal mit 120 Quadratmetern. Das Gebäude nimmt Merkmale der Naturlandschaft des Ortes auf und interpretiert Elemente der Weingärten Fleins neu. So ruht die Festhalle mit einem Eingangsbereich aus Glas, das in Holz eingerahmt ist, auf einer „Weinbergmauer“ aus Sandstein.